# Обарів (станція)
Оба́рів — проміжна проміжна залізнична станція Рівненської дирекції Львівської залізниці.
Розташована в селі Городок Рівненського району Рівненської області між станціями Рівне (8 км) та Клевань (15 км).

## Історія
Станцію (як зупинний пункт — полустанок) було відкрито 1879 року під такою ж назвою на вже існуючій залізниці Здолбунів — Ковель, відкритій 1873 року.
Електрифіковано у складі лінії Рівне — Ківерці 2001 року.
На станції зупиняються лише приміські потяги.